# Grumman FF
El Grumman FF "Fifi" (denominació de l'empresa G-5) va ser un caça embarcat nord-americà oerat per la Marina dels Estats Units d'Amèrica durant la dècada del 1930. Va ser el primer avió embarcat en servei a tenir tren d'aterratge retràtcil.

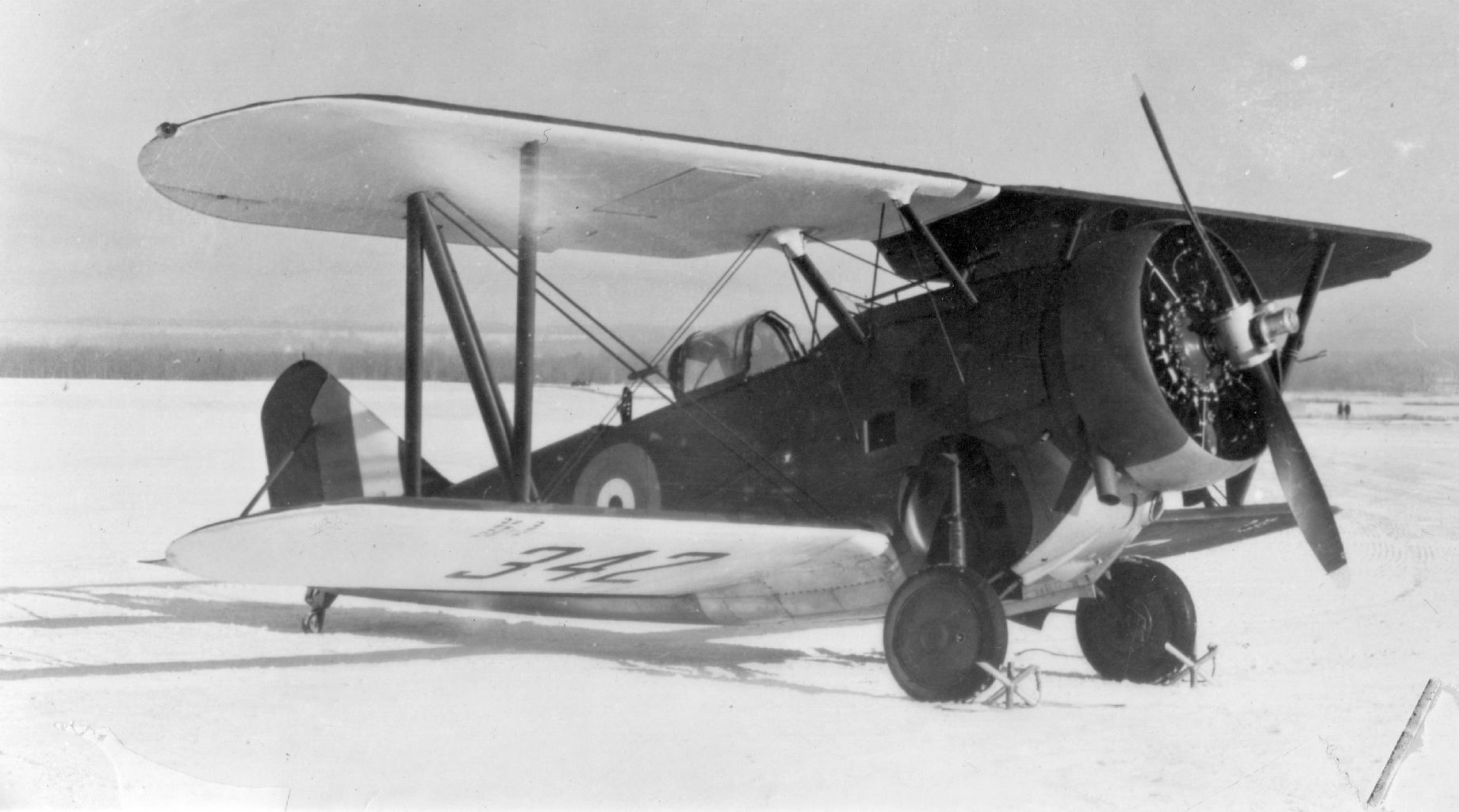
Goblin, versió del Grumman FF produït sota llicència al Canadà.

## Versions
Prototips i versions del Grumman FF:
XFF-1únic prototip, amb número de sèrie A8878
FF-1versió de caça biplaça per la Marina dels Estats Units, 27 avions produïts
FF-2versió d'entrenament modificada a partir dels FF-1 originals. 25 conversions realitzades amb controls dobles a la Fàbrica d'Avions Navals
XSF-1prototip de la versió SF-1, un sol fabricat amb el número de sèrie A8940
SF-1versió de reconeixement naval per a la Marina dels Estats Units, producció total de 33 avions
XSF-2un prototip amb el buc de la versió SF-1 i el motor Pratt & Whitney R-1535-72 Twin Wasp Junior, amb 650 cv (485 kW)
Goblinversió produïda sota llicència al Canadà Canadian Car & Foundry Company, en total 52 avions produïts
GE.23 DelfínVersió per a l'exportació a Espanya, amb 34 avions produïts al Canadà i que van estar en servei durant la Guerra Civil Espanyola al bàndol republicà.

## Especificacions (FF-1)
Dades de The complete encyclopedia of world aircraft
Característiques generals
- Tripulació: Dos (pilot i observador/artiller)
- Longitud: 7,47 m
- Envergadura: 10,52 m
- Alçada: 3,38 m
- Pes buit: 1.405 kg
- Pes màxim d'enlairament: 2.121 kg
- Motor: un motor radial Wright R-1820-78 Cyclone
- Potència: 700 cv (520 kW)

 Rendiment 
- Velocitat màxima: 333 km/h (180 nusos)
- Abast: 1.100 km
- Sostre de servei: 22.100 peus (6.735 m)

Armament

- 2 metralladores de calibre 7.62 mm M1919 Browning o combinació d'una metralladora de calibre 7,62 i una de pesant Browning M2 de calibre 12,7 mm (en el dos casso fixes al buc). 1 metralladora Browning en muntura flexible a la part posterior de la cabina
- 2 bombes de fins a 53 kg en suports alars